# Dendrotoxine

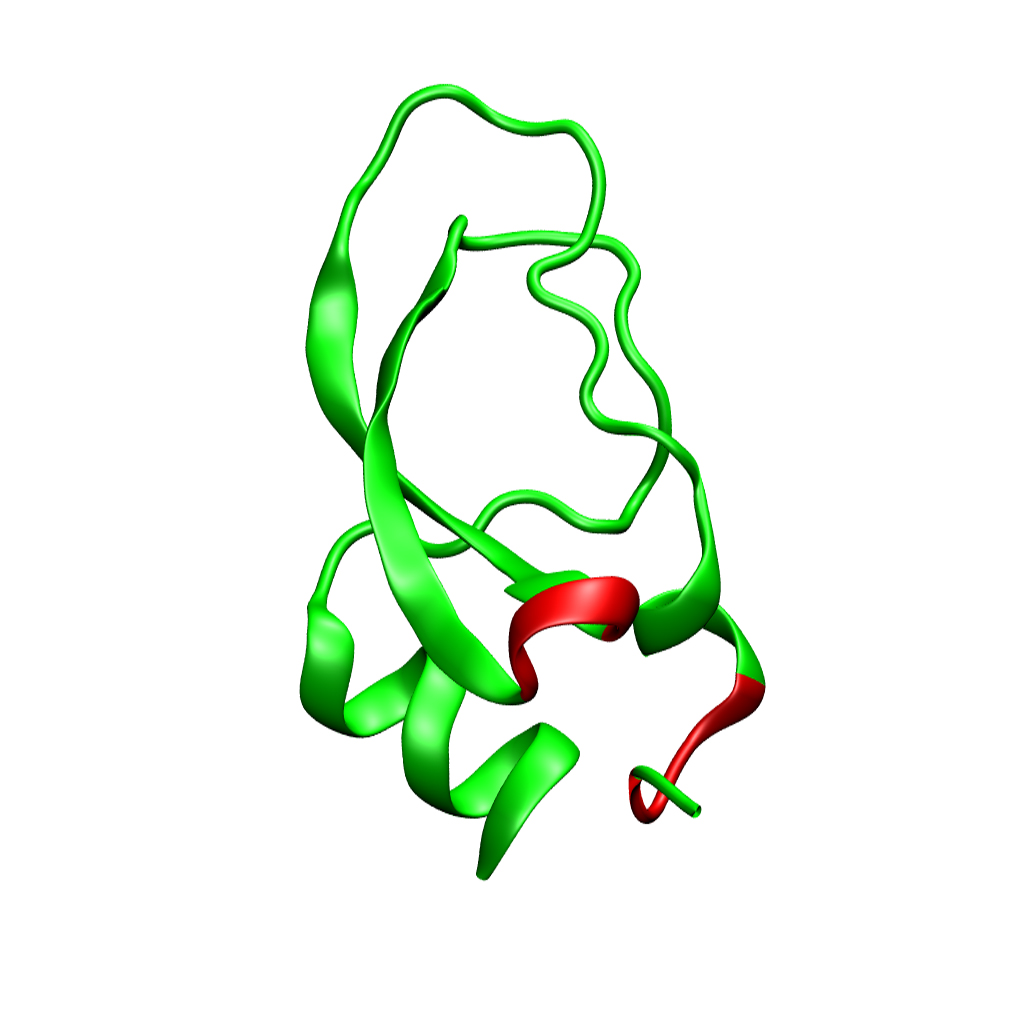
Bändermodell von α-Dendrotoxin

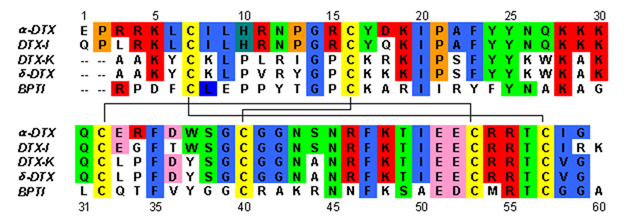
Aminosäuresequenzen verschiedener Dendrotoxine

Dendrotoxine sind eine Gruppe von Proteinen und Neurotoxine, die von verschiedenen Mamba-Arten (Dendroaspis sp.) gebildet werden.

## Eigenschaften
Dendrotoxine sind Schlangengifte, die an spannungsgesteuerte Kaliumkanäle in Nervenzellen binden. Sie dienen den Mambas zur Lähmung ihrer Beute. Sie sind zwischen 57 und 60 Aminosäuren lang und besitzen drei Disulfidbrücken und ein Molekulargewicht von circa 7 Kilodalton. Dendrotoxine besitzen als typisches Strukturmotiv nahe dem N-Terminus ein Lysin, gefolgt von einer hydrophoben Aminosäure. Auch bei nichtverwandten Toxinen von Wirbellosen mit dem gleichen Bindungsziel ist dieses Strukturmotiv zu finden, was als konvergente Evolution gedeutet wurde. Die Dendrotoxine α-Dendrotoxin und Toxin I bindet an die Kaliumkanäle Kv1.1, Kv1.2 und Kv1.6, während Toxin K vor allem Kv1.1 bindet.
Dendrotoxine besitzen strukturelle Ähnlichkeiten zu Proteasehemmern vom Kunitz-Typ wie Aprotinin, ohne die proteasehemmenden Eigenschaften aufzuweisen. Im Gift der Wespen Eumenes pomiformis, Anoplius samariensis und Rhynchium brunneum befinden sich dem Dendrotoxin verwandte Toxine, EpDTX bzw. As-fr-19.

## Anwendungen
Dendrotoxine werden zur indirekten Molekülmarkierung von spannungsgesteuerten Kaliumkanälen verwendet.